# Kurt Jooss

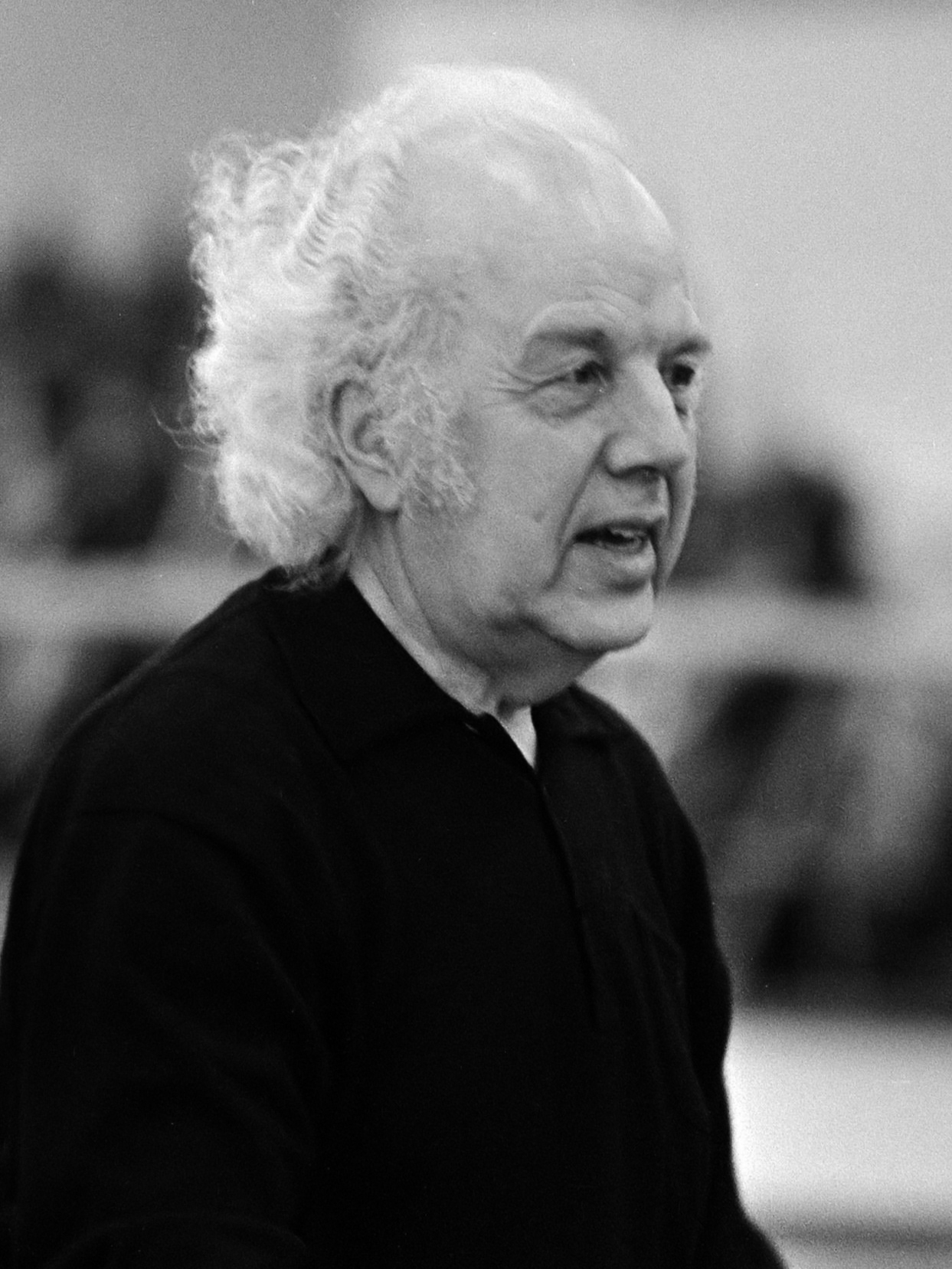
Jooss, 1971

Kurt Jooss, född den 12 januari 1901 i Wasseralfingen, Tyskland, död den 22 maj 1979 i Heilbronn, var en tysk dansare och koreograf.

## Biografi
Jooss, som studerat för nydanaren Rudolf von Laban, blandade i sin koreografi klassisk balett med teater. Redan i ung ålder var Kurt Jooss intresserad av sång, musik och konst. Han spelade piano och var en duktig fotograf. Han började sin danskarriär 1920 som lärling till Rudolf von Laban.
Jooss grundade flera balettkompanier, bland dem Folkwang Academy i Essen. Han slog igenom med sitt verk Gröna bordet (1932) i Rolf de Marés tävling i koreografi. Detta verk gjorde han ett år innan Hitler kom till makten för att visa hur illa han tyckte om krig. Han fick tidigt ett internationellt genombrott men 1933 blev Jooss tvungen att fly från Nazityskland med hela sin dansgrupp efter att Jooss vägrat avskeda de judiska dansarna i truppen. Hela gruppen flyttade till Dartington i Storbritannien och tog sig namnet Ballets Jooss. Därefter turnerade de i Europa och Amerika till in på 1950-talet. Joss återvände 1949 till Essen, där han var verksam till 1968.
Birgit Cullberg studerade under en period för Jooss. 
Joos gick i pension 1968 och avled 1979.